# Unión Deportiva Vecindario
La Unión Deportiva Vecindario es un club de fútbol de la localidad de Vecindario en Santa Lucía de Tirajana (Gran Canaria), España. Fue fundado en 1962 y llegó a alcanzar la Segunda División de España en el año 2006. Entre 2016 y 2021 el equipo sénior de la UD Vecindario se retiró de las categorías regionales.
Actualmente juega en la Preferente de Las Palmas.

## Historia
La U.D. Vecindario tiene sus orígenes en 1962, tras la unificación de los dos clubes de la localidad: San Rafael y El Canario.
Con este nombre participó por primera vez en la Liga de la zona sursureste de la isla en la temporada 1961/62, en la categoría de 3.ª Regional. Logró el título de campeón tras superar a su más directo rival, el Carrizal. Sin embargo, este título no le supuso el ascenso de categoría, ya que, federativamente, esa posibilidad estaba cerrada a los equipos de la zona.
Años más tarde, en la temporada 1973/74, superadas ya esas limitaciones federativas, la U.D. Vecindario consiguió el ascenso a 2.ª Regional, aunque en la siguiente (74/75) volvió a descender.
En la temporada 1980/81 ascendió a la Primera Regional y a la Regional Preferente en la 1983/84. En la 1987/88 consiguió, por primera vez, dar el salto hasta la categoría Preferente, y alcanzó la Tercera División en la 1988/89. Ya no abandonó esta categoría hasta la 1999/2000, cuando consiguió ascender a la Segunda División B.
En la temporada 2005/06 logró el ascenso a Segunda División tras disputar las eliminatorias de ascenso, gracias al cuarto puesto conseguido en la liga regular de Segunda División B en el Grupo I. En las eliminatorias venció al Fútbol Club Cartagena (2-2 en la ida, 0-1 en la vuelta) y al Levante B (2-0 y 2-1). Fue el cuarto equipo canario en debutar en el fútbol profesional, tras la UD Las Palmas, el CD Tenerife y el Universidad CF, y el tercero grancanario.
En la temporada 2006/07 descendió a Segunda División B tras una mala campaña marcada por el endeudamiento del club.
En julio de 2009 la Junta Directiva, tras una asamblea general de socios, acordó tanto la disolución del club por no poder hacer frente a los pagos atrasados así como la creación de una Comisión Liquidadora. Finalmente el equipo salió adelante con una plantilla muy modesta. Tras una gran primera vuelta acabó la temporada en undécima posición con 49 puntos. En la temporada 2010/11 terminó décimo tras superar un bache de juego.
Para la temporada 2011/12 se siguió manteniendo un conjunto muy modesto, con una política de austeridad más dura que el año anterior para salvar la categoría. En esta temporada comenzó la gestión de Santiago Déniz, tras la marcha de Pablo Álvarez. A principios de la campaña se cambió de entrenador, sustituyendo José Juan Almeida a Tino Déniz. La UD Vecindario acabó descendiendo a la Tercera División por primera vez en nueve años.
Pese a las dificultades económicas, en la temporada 2012/13 el club confirmó como nuevo entrenador a Rubén Coméndez, hasta este año jugador del primer equipo, que tiene el récord de más partidos jugados en 2ªB (623 partidos). El objetivo era recuperar la categoría perdida, pero al final quedó en 7.ª posición.
En la temporada 2013/14, tras una reunión de socios para estudiar la viabilidad del club, solo salió a competir el primer equipo (Tercera División) y su base en sus máximas categorías: dos juveniles y su cadete. Fue una de las temporadas más complicadas para el club, ya que, sin subvenciones, los problemas económicos obligaron al equipo a no realizar más de tres pagos arbitrales, con lo que la RFEF decidió en la última jornada que la U.D. Vecindario ocupara el último lugar de la clasificación y así consumar su descenso a la Regional Preferente.
Al finalizar la temporada 2014/15, ante la imposibilidad de afrontar los pagos de la siguiente temporada, la junta directiva decidió la retirada de las competiciones de los tres equipos de la Unión Deportiva Vecindario que todavía competían en las diferentes categorías de la Federación Interinsular de Las Palmas.
El 6 de mayo de 2021 se firma la vuelta de la Unión Deportiva Vecindario al fútbol.[cita requerida]

### Presidentes
- 1962 – 1963 D. Juan Domínguez García.
- 1963 – 1964 D. Francisco Domínguez Collado.
- 1964 – 1969 D. Manuel Santana Rodríguez.
- 1969 – 1970 D. José Sánchez Santana.
- 1970 – 1972 D. Antonio Román Brenes.
- 1972 – 1977 D. Julián Álamo Del Pino.
- 1977 – 1980 D. José Suárez Rodríguez.
- 1980 – 1983 D. José Ramírez Carreño.
- 1983 – 1985 D. Francisco Romero Almeida.
- 1985 – 1987 D. Antonio Ramírez Marrero.
- 1987 – 1995 D. Alfonso Saavedra Díaz.
- 1995 – 1996 D. Francisco Mario Matos Matas.
- 1996 – 1997 D. Cándido Cruz González.
- 1997 – 1998 D. Nicolás García Pérez.
- 1998 – 2003 D. Manuel Suárez Valentín.
- 2003 – 2004 D. Roberto Rodríguez Hamat.
- 2004 – 2007 D. Manuel Suárez Valentín.
- 2007 – 2011 D. Pablo Álvarez Pérez.
- 2011 – 2014 D. Santiago Déniz Gil.
- 2014 - 2015 D. Estanislao Basora.
- 2021-            D. Rubén Rivero Peña

## Uniforme
- Uniforme titular: Camiseta blanquinegra, pantalón negro y medias blancas.
- Uniforme visitante: Camiseta naranja, pantalón blanco y medias blancas.
- Equipación: Joma.

## Rivalidades
Su máximo rival es el Estrella Club de Fútbol de la vecina localidad de Sardina del Sur.

## Estadio
Es el Municipal de Vecindario, con capacidad para 4500 personas. Sus dimensiones son 101 m x 64 m. Se encuentra en el corazón de la ciudad, formando parte del núcleo de instalaciones deportivas. Situado junto a la sede social del club, la UD Vecindario disputaba todos sus encuentros como local en este estadio. Es el primer campo de césped artificial homologado por la RFEF y LaLiga para disputar partidos oficiales de Liga (Primera y Segunda). El primer partido oficial de Liga disputado en España sobre césped artificial homologado por la FIFA lo disputaron la UD Vecindario y la UD Las Palmas, siendo la primera victoria ante la UD Las Palmas en Segunda División A. Sus instalaciones cuentan con siete vestuarios de deportistas, dos vestuarios de árbitros, sala antidopaje, ocho cabinas de prensa y una sala de prensa.

## Temporadas
| Temporada | División     | Posición | Copa del Rey |
| --------- | ------------ | -------- | ------------ |
| 1968/69   | 3.ª Regional | 2.°      |              |
| 1969/70   | 3.ª Regional | 6.°      |              |
| 1970/71   | 3.ª Regional | 4.°      |              |
| 1971/72   | 3.ª Regional | 6.°      |              |
| 1972/73   | 3.ª Regional | 9.°      |              |
| 1973/74   | 2.ª Regional | 11.º     |              |
| 1974/75   | 2.ª Regional | 15.º     |              |
| 1975/76   | 3.ª Regional | 11.°     |              |
| 1976/77   | 3.ª Regional | 5.°      |              |
| 1977/78   | 2.ª Regional | 7.º      |              |
| 1978/79   | 2.ª Regional | 9.º      |              |
| 1979/80   | 2.ª Regional | 9.º      |              |
| 1980/81   | 2.ª Regional | 2.º      |              |
| 1981/82   | 1.ª Regional | 10.º     |              |
| 1982/83   | 1.ª Regional | 5.º      |              |
| 1983/84   | Preferente   | 5.º      |              |
| 1984/85   | Preferente   | 12.º     |              |
| 1985/86   | Preferente   | 12.º     |              |
| 1986/87   | Preferente   | 17.º     |              |
| 1987/88   | 1.ª Regional | 1º       |              |
| 1988/89   | Preferente   | 1º       |              |
| 1989/90   | 3.ª División | 7.º      |              |
| 1990/91   | 3.ª División | 10.º     | 2ª Elimin.   |
| 1991/92   | 3.ª División | 15.º     |              |
| 1992/93   | 3.ª División | 13.º     |              |
| 1993/94   | 3.ª División | 13.º     |              |
| 1994/95   | 3.ª División | 5.º      |              |
| 1995/96   | 3.ª División | 11.º     |              |
| 1996/97   | 3.ª División | 6.º      |              |
| 1997/98   | 3.ª División | 10.º     |              |
| 1998/99   | 3.ª División | 9.º      |              |
| 1999/00   | 3.ª División | 3.º      |              |

| Temporada | División       | Posición | Copa del Rey |
| --------- | -------------- | -------- | ------------ |
| 2000/01   | 2.ª División B | 8.º      |              |
| 2001/02   | 2.ª División B | 18.º     | 3ªElim       |
| 2002/03   | 3.ª División   | 1º       |              |
| 2003/04   | 2.ª División B | 5.º      | 3ªElim       |
| 2004/05   | 2.ª División B | 12.º     | 3ªElim       |
| 2005/06   | 2.ª División B | 4.º      |              |
| 2006/07   | 2.ª División   | 22.º     | 2ªElim.      |
| 2007/08   | 2.ª División B | 11.º     | 2ªElim.      |
| 2008/09   | 2.ª División B | 11.º     |              |
| 2009/10   | 2.ª División B | 11.º     |              |
| 2010/11   | 2.ª División B | 10.º     |              |
| 2011/12   | 2.ª División B | 19.º     |              |
| 2012/13   | 3.ª División   | 7.º      |              |
| 2013/14   | 3.ª División   | 20.º     |              |
| 2014/15   | Preferente     | 13°      |              |
| 2015/16   | 1.ª Regional   | 1.º      |              |
| 2016/17   | Preferente     | 3°       |              |
| 2017/18   | Preferente     | 16°      |              |
| 2018/19   | 1.ª Regional   | 4.º      |              |
| 2019/20   | 1.ª Regional   | 6.º      |              |
| 2020/21   | 1.ª Regional   | 1.º      |              |
| 2021/22   | Preferente     | 10°      |              |
| 2022/23   | Preferente     | 11°      |              |
| 2023/24   | 1.ª Regional   | 1.º      |              |
| 2024/25   | Preferente     | 10°      |              |

### Datos del club
- Temporadas en 2ª División: 1
- Temporadas en 2ª División B: 10
- Temporadas en 3ª División: 14
- Temporadas en Preferente: 10
- Temporadas en 1ª Regional: 8
- Temporadas en 2ª Regional: 6
- Temporadas en 3ª Regional: 7

- Mejor puesto en la liga: 4.º (Segunda División B de España, temporada 05-06)
- Peor puesto en la liga: 18.º (Segunda División B de España, temporada 01-02)
- 2000/2001: Ascenso a Segunda B
- 2005/2006: Ascenso a la Segunda División de España
- 2008/2009: Solucionada la deuda del club, seguirá en la Segunda División B
- Mayor derrota recibida como visitante: Real Oviedo - Unión Deportiva Vecindario (9-1) 2009-10

## Entrenadores
- Juan Manuel Rodríguez Pérez (1990-1991)
- Juan Manuel Rodríguez Pérez (1993-1995)
- Pacuco Rosales (1999-2001)
- José Carrete (2001-2002)
- Pacuco Rosales (2002)
- Tino Luis Cabrera (2002-2003)
- Juan Manuel Rodríguez Pérez (2003)
- Benigno Sánchez Yepes (2003-2004)
- Javier Vidales (2004-2005)
- Pacuco Rosales (2005-2006)
- Fernando Castro Santos (2006-2007)
- Pacuco Rosales (2007-2008)
- José Juan Almeida (2011-2012)

## Palmarés
- Tercera División de España Grupo XII: 1 (2002/03)
- Interinsular Preferente Las Palmas: 1 (1988/89)

### Trofeos amistosos
- Memorial Carlos Fuentes: (1) 2006